# Джуліан Ральф Форд
Доктор Джуліан Ральф Форд (англ. Julian Ralph Ford; 3 листопада 1931 — 31 січня 1987) — австралійський хімік і орнітолог. Він народився в Перті і закінчив хімічний факультет Університета Західної Австралії у 1955 році. До 1960 року він працював у Shell Oil Company, після чого почав читати лекції з хімії спочатку в Пертському технологічному коледжі, а потім у Західно-Австралійському технологічному інституті.
Рання орнітологічна праця Форда була присвячена вивченню жовтогузих шиподзьобів. Пізніше він сконцентрувався на видоутворенні птахів у внутрішніх районах Австралії, і здійснив в ході своїх досліджень кілька експедицій. Форд також розділив світлочубих і західних батіжників у два окремих види. Він був членом Королівського Австралійського Орнітологічного Союзу (RAOU) і працював в його таксономічному консультативному комітеті. Форд опублікував низку статсей в журналі Emu. У 1983 році за свої орнітологічні дослідження він отримав докторський ступінь в Університеті Західної Австралії.
На честь Джуліана Ральфа Форда був названий вид ящірок Ctenophorus fordi, а також вид птахів Territornis fordiana. 